# 帕拉伊巴州
帕拉伊巴州（葡萄牙語：paraíba，葡萄牙語發音：[paɾaˈibɐ]）是巴西东北部一州，濒临大西洋。帕拉伊巴州是美洲大陆最東处。在2010年，此州人口為3,766,528人。

## 教育
葡萄牙語是官方語言，但英語和西班牙語也是部分中學課程所使用的語言。

## 經濟
帕拉伊巴州主要的經濟是來自造鞋、養牛以及種植甘蔗和粟米。

## 外部連結
- （葡萄牙文） 官方網站 （页面存档备份，存于）